# Егоров, Анатолий Григорьевич
Анато́лий Григо́рьевич Его́ров (25 октября 1920, Скопин Рязанской губернии — 15 февраля 1997, Москва) — советский и российский учёный-философ

, педагог, специалист по эстетике.
Доктор философских наук (1959), профессор. Действительный член АН СССР (26.11.1974, член-корреспондент c 29.06.1962).
Иностранный член Чехословацкой АН (1982).
Член ВКП(б) с 1944 года, член ЦРК (1961—1966), член ЦК (1976—1989; кандидат с 1966). Депутат Совета Национальностей Верховного Совета СССР 9, 10, 11 созывов (1974—1989) от Чувашской АССР.
Лауреат Ленинской премии (1982).

## Биография
Родился в семье служащих. Русский.
Окончил с отличием среднюю школу № 3 г. Рязани (1937) и факультет языка и литературы МГПИ им. Либкнехта, где учился в 1938—1941 годах, преподаватель русского языка и литературы.
В 1941—1946 годах служил в рядах РККА, будучи призван Бауманским РВК г. Москвы. На фронте с августа по ноябрь 1941 года (Западный фронт), где был ранен и контужен. Позднее — с января по июнь 1943 года (Юго-Западный фронт), с октября 1943 года — Воронежский фронт. Член ВКП(б) с 1944 года. Адъютант миномётного батальона 8-й гвардейской механизированной бригады 3-го гвардейского механизированного корпуса 1-го Прибалтийского фронта, гвардии капитан (1945).
С 1946 по 1948 год — преподаватель Владивостокского педагогического института. В 1951 году защитил кандидатскую диссертацию «Единство содержания и формы в реалистическом искусстве».
С 1952 по 1956 год — заместитель редактора, редактор отдела журнала «Коммунист». В 1956—1961 годах — главный редактор журнала «Политическое самообразование».
В 1961—1965 годах — заместитель заведующего Отделом агитации и пропаганды ЦК КПСС. В 1965—1974 годах — главный редактор журнала «Коммунист». В 1974—1987 годах — директор Института марксизма-ленинизма при ЦК КПСС, академик-секретарь Отделения философии и права АН СССР (1975—1988). В 1988—1991 годах — советник Президиума АН СССР. Президент Советской эстетической ассоциации.
Похоронен на Кунцевском кладбище.

## Награды
Был награждён орденами Ленина, Октябрьской Революции, орденом Отечественной войны I степени (1944), двумя орденами Отечественной войны II степени (1943, 1985), двумя орденами Трудового Красного Знамени (1962, 1970) и медалями «За победу над Германией», «За победу над Японией», Национальная премия ГДР (1981).

## Основные работы
- «Искусство и общественная жизнь» (1959) — монография по докторской диссертации, защищённой в ИФАН;
- «О реакционной сущности современной буржуазной эстетики» (1961);
- «Проблемы эстетики» (1973, 2-е изд. 1977)

Статьи
- Содержание и форма в искусстве // Основы марксистско-ленинской эстетики. М., 1960;
- Производство, научно-техническое творчество и эстетика // Вопросы технической эстетики. Вып. 1. М., 1968;
- Выше уровень социологических исследований // Социологические исследования. 1977. № 3;
- Учение Карла Маркса и современность // Социологические исследования. 1983. № 3;
- Социология и культурно-эстетическое развитие общества // Социологические исследования. 1990. № 2. С. 17-33;
- О национальной безопасности и военно-политической стратегии государства // Социологические исследования. 1994. № 3. С. 40-45.

## Отзывы
Академик РАН Т. И. Ойзерман вспоминал:
Скажем, А. Г. Егоров — приятный хороший парень, а как философ ничем не выделялся. Образование — Московский педагогический институт, затем работал в ЦК, потом в журнале «Коммунист». Очень благожелательный человек, с удовольствием печатал мои статьи и работы других молодых авторов. [...] И действительно, в 1974 г. на выборах в нашем отделении была одна вакансия, на которую подали заявления члены-корреспонденты А. Г. Егоров и я. Егоров очень боялся, что я стану тайно агитировать против него. А я ему сказал: «Я же понимаю, ты — директор Института марксизма-ленинизма». И действительно, он получил все шесть голосов. Там шесть академиков было. А я получил на один голос меньше: пять. И мне Федосеев сказал: «Я голосовал против Вас, потому что так надо». А Егоров мне говорит: «Ты хорошо поступил, ты никого не подначивал против меня. Я, конечно, понимаю, что ты в философии больше значишь. И я кое-что сделаю, всё-таки М. А. Суслов-то мне родственник». Они были женаты на сестрах. И он, действительно, начал что-то там делать, старался. Однако потом приглашает меня к себе, не хотел по телефону это обсуждать. И говорит: «Я советовался в ЦК, а они говорят, что он к Косыгину ходит и именно к нему, и в чем дело тут?» 